# Anton Marec
Anton Marec (11. srpna 1953, Považský Chlmec, Československo – 21. září 2021) byl slovenský spisovatel-prozaik a dramatik, autor literatury pro děti a mládež.

## Životopis
Vystudoval pedagogickou fakultu v Banské Bystrici a pracoval jako horský průvodce, chatař, člen Horské záchranné služby nebo lyžařský instruktor. Žil ve Vysokých Tatrách.

## Tvorba
Debutoval v roce 1982 novelou z vysokohorského prostředí. Tento námět se stal jedním z nejčastěji se opakujících témat, přičemž tyto příběhy slouží pouze k prezentaci zvláštní životní filozofie lidí žijících v horách. Pojednávají lidech, kteří žijí v lůně přírody, jsou s přírodou úzce spjati a brání se konzumní společnosti, která převládá v ostatních částech země.
Kromě literární tvorby pro děti, mládež a dospělé se věnoval i tvorbě rozhlasových her.

## Dílo

### Tvorba pro dospělé
- 1982 Na hrebeni víchrica, novela
- 1985 Stopy túlavej zveri, sbírka povídek
- 1986 Za vrcholom vrchol, novela
- 1989 Kroky proti vetru, trojnovela
- 1989 Zóna odvahy, dokumentární črty o horolezcích
- 1990 Až ťa odpočítajú
- 1992 Listy nevidiacim, hudba pre nepočujúcich, novela
- 1994 V doline dlhých tieňov, novela
- 1995 Na Solisko hviezdy nepadajú, sbírka povídek
- 1989 Zóna odvahy, dokumentární črty o horolezcích
- 2000 Hnali sa veky nad hradbami
- 2000 Kruté safari
- 2000 Len popol vo vetre
- 2001 Kežmarská čierna pani
- 2002 Dlhé sú tiene okamihov
- 2002 Tatranské povesti
- 2003 V dreve zomiera noc
- 2004 Spišské povesti
- 2007 Tatranské siluety
- 2018 Povesti z Tatier
- 2018 Po stopách tatranských názvov[4], rozbor toponym

### Tvorba pro děti a mládež
- 1991 Zlato pod Lomničákom, pověst
- 1994 Zakliaty hrad v Tatrách, pověst
- 1994 Jánošík, Jánošík… , pohádka